# El aura
El aura és una pel·lícula argentina de 2005 dirigida per Fabián Bielinsky.
El aura mostra la insòlita aventura d'Esteban (Ricardo Darín) taxidermista, home taciturn, reservat amb epilèpsia, que s'entreté fantasiant sobre crims perfectes i atracaments mil·limètricament planificats però que mai s'anima a concretar.

## Argument
Abandonat per la seva dona, Esteban (Ricardo Darín) accepta la invitació d'un amic per a caçar en boscos remots de la tundra argentina, a la Patagònia. En assabentar-se que tots els hostalatges del poble estan ocupats, viatgen a unes cabanyes, on un jove, anomenat Juliol (Nahuel Pérez Biscayart) els diu que no hi ha lloc, però la seva germana, Diana (Dolores Fonzi) els dona allotjament i un rifle per a Esteban, que no tenia. Veuen unes fotos on es trobava Diana amb un home molt major (Dietrich), que resulta ser l'espòs. Surten a caçar i, quan el seu amic tracta de disparar sobre un cérvol, Esteban trepitja una branca que, en produir el so del seu faci fallida, fa que l'animal escapi. El seu amic s'adona que ho va fer a propòsit (perquè a Esteban no li agrada matar animals) i torna a la cabanya. Esteban es queda només en el bosc, on sofreix una crisi epilèptica i, després d'haver vist a un cérvol en la seva mira telescòpica (que després fuig), mata accidentalment a Dietrich, el cruel guia de caça de la zona. Torna a la cabanya on s'allotjava, propietat de Dietrich, i allí coneix a Fada (Pablo Cedrón) i Montero (Walter Reyno), delinqüents amb els qui la seva casual víctima planejava l'assalt a un camió blindat que porta els guanys d'un casino de la zona.
Descobert en sonar el mòbil que havia sostret del cadàver, no li queda més remei que fingir-se còmplice del mort i dir que aquest havia fugit explicant-li-ho tot. Per a la seva sort, rondant per la fàbrica Cerro Verde, aconsegueix presenciar un fallit atracament, perseguir i arrabassar-li la clau del cofre del camió a Vega, criminal infiltrat com a guàrdia de seguretat del blindat just abans que mori. Esteban va trobar en la cabanya de Dietrich diversos documents on detallaven exactament els recorreguts del camió blindat i dels guàrdies, a més de la suma de diners que transportaria per ser cap de setmana llarg ($ 2.500.000).
Com Esteban tenia memòria fotogràfica, inventa un pla per assaltar el blindat. Havent descobert Julio, el cunyat de Dietrich que els vigilants del camió es detenien sempre en un bar-prostíbul de carretera anomenat "El Edén"-on un d'ells tenia fins i tot una filla petita, decideixen atacar-los allí. El que Esteban ignorava era que Vega ocuparia el càrrec de tercer guàrdia, ja que, en portar una suma de diners majors a l'acostumada, col·locaven un guàrdia extra a l'interior del blindat. Quan s'assabenta de l'existència d'aquest tercer guàrdia (i que el guàrdia no seria un d'ells infiltrat), tracta de comunicar-l'hi a Fada, a Montero i a Juliol, que es troben robant el camió. Però, en aquest moment, sofreix un atac epilèptic. Quan es recupera, viatja fins al bar "El Edén" i observa a Sosa obrint la porta del blindat; li crida, però Fada no l'escolta i, en obrir la porta, el tercer home els dispara des de l'interior, produint-se un tiroteig, després del qual Montero resulta ferit. Després de la confusió, un dels guàrdies fuig, però Sosa el mata i fa el mateix amb l'altre. Per a la seva sorpresa, el tercer guàrdia s'havia amagat dins del vehicle.
Esteban condueix als delinqüents fins a l'amagatall de Dietrich al bosc, atès que allí hi ha eines amb les quals poden obrir el blindat. A un orde gestual de Montero, Sosa assassina a Juliol i intenta fer el propi amb Esteban, però se li havien acabat les bales, i el condueix al taller de l'amagatall, on hi havia bales 9 mm per a poder matar-ho. Per a la seva desgràcia, també hi havia una pistola amagada, que Esteban treu en una descuit de Fada i li dispara, ferint-ho. Es desencadena un foc creuat amb Montero i Fada. Esteban fuig al bosc, on aconsegueix rematar a Fada. Quan torna al camió, Montero i el vigilant restant, que havia quedat tancat en el vehicle havien mort dessagnats. Esteban torna per la bella vídua de Dietrich, Diana (que no estimava a Dietrich, però no fugia ja que temia que aquest la trobés, encara que Esteban la calma dient-li que mai la trobaria) però ella havia fugit també, així que Esteban s'emporta al seu gos i torna a les seves activitats de taxidermista. La pel·lícula va ser filmada a Bariloche i zones de Comodoro Rivadavia.

## Repartiment
- Ricardo Darín com Esteban Espinosa, el taxidermista
- Dolores Fonzi com Diana Dietrich
- Pablo Cedrón com Sosa
- Nahuel Pérez Biscayart com Julio
- Jorge D'Elía com Urien
- Alejandro Awada com Sontag
- Rafa Castejón com Vega
- Manuel Rodal com Carlos Dietrich
- Walter Reyno com Montero
- Alejandro Gancé
- Daniel Alejandro Ovando
- Guido D’Albo com Administrador de l'hotel

## Recepció
La pel·lícula va rebre crítiques àmpliament positives en els mitjans escrits de Buenos Aires. Pablo Scholz, del diari Clarín, la va qualificar “excel·lent” i va destacar que Bielinsky “(...) ho va fer tot bé” i descriu a l'obra com “(...) un film intel·ligent, amb complicacions a últim moment, però que ningú esperi una volta de rosca final a l'estil Shyamalan.” Diego Batlle del diari La Nación també va donar la màxima qualificació a “El aura”, elogiant “(...) una actuació prodigiosa” per part de Ricardo Darín, i va concloure que “A nivell tècnic, el film és impecable en tots i cadascun de les seves rúbriques”, mentre va analitzar que Bielinsky confirmava el seu do “per a fer pel·lícules extremadament personals i amb un impecable acabat industrial, una història contada amb íntima vocació cinèfila i, al mateix temps, amb genuïna aspiració popular.” També Horacio Bernades del diari Página/12 va donar al film la qualificació de 10/10 punts, preguntant-se si potser Bielinsky va aconseguir crear una obra mestra, i confessant que “(...) és impossible determinar què és més brillant: el guió o la posada en escena, les escenes d'acció o les íntimes, el treball de càmera o el muntatge, les actuacions o el tractament de temps i espais.”
La pel·lícula va guanyar el Balance de Bronze al II Encuentro Argentino-Europeo Pantalla Pinamar de 2005, i va arrasar en els premis Còndor de Plata 2006, on es va emportar sis estatuetes: millor pel·lícula, director, guió original, actor, fotografia i so. Va arribar a ser pre-candidata a l'Oscar per a Millor Pel·lícula Estrangera, i en l'actualitat posseeix una qualificació de 89% en el lloc especialitzat nord-americà Rotten Tomatoes, basada en 45 crítiques.

## Taquilla
La pel·lícula es va estrenar el 15 de setembre del 2005, en 54 cinemes, sent distribuïda per Bona Vista International. Durant el seu recorregut va rebre 584.150 espectadors a l'Argentina, amb una recaptació de $1,458,848 dòlars, sent un èxit de taquilla i mantenint-se en el primer lloc del Top 10 en les seves primeres dues setmanes.
Té una recaptació mundial de $1,785,981 dòlars.

## Home Vídeo
AVH va editar el VHS i DVD de la pel·lícula al setembre del 2005, amb àudio espanyol 5.1 i 2.0 i subtítols en portuguès i espanyol.
El 12 de juny del 2006, AVH va llançar l'edició especial de dos discos, incloent com a extres els tràilers de cinema, TV espots, La creació de l'Aura, Storyboards, Escenes eliminades i esteses, Fitxa artística, Fitxa tècnica, Sinopsi, Filmografies i Esbossos d'escenografia.